# Олга Блажева
Олга Блажева е българска поетеса.

## Биография и творчество
Олга Блажева Иванова е родена на 31 декември 1901 г. в град Станимака. Баща ѝ е черногорец, а майка ѝ – полугъркиня, полубългарка. Отраства в Стара Загора. Получава една от трите стипендии за даровити деца в България.
След завършване на гимназията работи като начална учителка в селата на Хасковска околия. Назначена е в Хасково с конкурс и преподава в училищата „Иван Рилски“, „Климент Охридски“ и „Отец Паисий“ до пенсионирането си. Живее скромно и не се омъжва.
Заедно с работата си на учител пише стихове за възрастни и за деца. Разпространява апокрифна литература за живота и идеите на Петър Дънов и дейността на Бялото братство до края на живота си.
Олга Блажева умира на 6 август 1986 г.

## Произведения
- Стихотворения (1993)
- Автобиография (1994)
- Блажена и благословена: религиозното възпитание – въпрос над въпросите! (2012)

## Книги за Олга Блажева
- Магда Петрова, „Спомени за Олга Блажева“, изд. „Христо Г. Данов“, Пловдив, 1993.